# Kholop
Kholop (russisk: Холоп) er en russisk spillefilm fra 2019 af Klim Sjipenko.

## Medvirkende
- Miloš Biković som Gregorij 'Grisha'
- Aleksandra Bortitj som Elizabeth 'Liza'
- Aleksandr Samojlenko som Pavel
- Ivan Okhlobystin som Lev
- Marija Mironova som Anastasija